# Cercyon (Éleusis)
Pour les articles homonymes, voir Cercyon.
Dans la mythologie grecque, Cercyon est un brigand d'Éleusis, originaire d'Arcadie.

## Mythe
Selon Plutarque, Cercyon est originaire d'Arcadie. Son ascendance est confuse : selon le pseudo-Apollodore, il est le fils de Branchos et de la nymphe Argiope, mais Hygin en fait le fils d'Héphaïstos et Pausanias affirme que « Cercyon et Triptolème étaient tous deux fils d'une fille d'Amphictyon, mais que Raros était le père de Triptolème, et Poséidon celui de Cercyon ».
Défiant à la lutte tous les passants pour les tuer, il est finalement vaincu par Thésée lors de sa traversée du golfe Saronique. Il ravit sa fille Alopé, comme c'est le cas pour Sinis, d’après l’historien grec Istros. D'après Plutarque, « après avoir tué Sinis et Cercyon, il viola leurs filles ». Hygin dit qu'il a un fils, Hippothoos.